# 宏太控股
宏太控股有限公司，简称宏太控股（英语：Wang Tai Holdings Limited，港交所：1400）是一家集研发、生产、销售休闲面料及纱线为一体的集团公司。集团生产的面料主要用于制造休闲服饰及商务西裤、短裤、恤衫及套装外套等服装。集团客户遍及福建、浙江、广东、湖北、江西、江苏、上海及广西等省市。
宏太控股有限公司下属全资附属子公司宏太（中国）有限公司、宏晟（湖北）纺织有限公司和宏太（湖北）营销有限公司。
现在在中国内地主要研发、生产、销售休闲面料及纱线。供应五个系列的面料：多种纤维交织系列；竹节系列；混纺系列；弹力系列；及纯棉系列。这五个系列主要用于制造休闲裤及商务西裤、短裤、恤衫及套装外套等服装。生产及供应的纱线为棉纱，棉纱使用原绵制成。纱线的生产过程基本实现完全自动化，包括质量控制及生产过程中的缺陷检测。

## 财务数据质疑
2014年宏太控股计划在香港上市，募集资金净额约为1.63亿港元.但其公布的2011年至2013年财务数据显示，其净利润分别为2898万元、3483万元和7497万元，营业收入则从2.62亿元暴涨到7.91亿元。引起市场对该行业处于低谷期此业绩如何获得的质疑。对此，公司解释显著增加主要受惠于迎合客户的要求、湖北生产设施第一期投产、2012年5月开展的纱线业务全年贡献大、成功扩大客户群，以及为高端客户提供定制产品的策略，取得较高毛利率等。

## 連结
- Texitm.com（页面存档备份，存于）